# ニコライ・ドレジャーリ
ニコライ・アントノヴィチ・ドレジャーリ (Nikolay Antonovich Dollezhal、ロシア語: Николай Антонович Доллежа́ль; 1899年10月27日 - 2000年11月20日) は、ソビエト連邦の原子爆弾開発プロジェクトにおいて重要な役割を果たした機械工学技術者で、最初のプルトニウム生産炉から黒鉛減速沸騰軽水圧力管型原子炉までさまざまな原子炉の開発にも主任設計者として携わった。 

## 来歴
ドレジャーリはザポリージャ州オメルニクでチェコ人移民の家庭に生まれ、1923年にバウマン記念モスクワ国立工科大学を卒業した。その後さまざまな設計局を渡り歩いたが、1929年にヨーロッパ周遊から帰国したところを逮捕され、1932年1月に無罪とされるまで1年半投獄された。1932年から1943年にかけて、キエフ、レニングラード、スヴェルドロフスクの重要な工場を統率した。 
1943年にモスクワに設立された新しい化学機械研究所の責任者に任命された。1946年には同研究所がソ連の核開発計画を担当することになり、ドレジャーリは最初の原子炉であるA型およびAI型黒鉛炉を設計した。この黒鉛炉により、1949年に行われたソ連初の核実験RDS-1やその後配備された核兵器に用いるプルトニウムが生産された。1950年以降、ドレジャーリは原子力の舶用動力としての応用に注力した。最初に提案したAM型原子炉は海上で実用できる物ではなかったが、1954年に運転開始した世界初の民用原子力発電所であるオブニンスク原子力発電所に採用された。同年には潜水艦用軽水炉の設計案を作成している。 
ドレジャーリは加圧水型原子炉のコンセプトを追求した最初期の人物であり、さまざまな軍用原子炉や現在も建設されている民生用のロシア型加圧水型原子炉の設計を主導した。1957年には最初のデュアルユース炉 (商業発電を行いながら兵器級プルトニウムを生産できる) であるEI型原子炉を開発し、その7年後にはこれを採用したベロヤルスク原子力発電所が建設された。これ以降に開発されたソ連型の原子炉 (RBMK、VVER) もドレジャーリと彼の研究所で設計された。 

## 栄誉と賞
- レーニン賞 (1957年)
- スターリン賞 3回 (1949年、1952年、1953年)
- ソビエト連邦国家賞 2回 (1970年、1976年)
- 社会主義労働英雄 2回 (1949年、1984年)
- レーニン勲章 6回
- 十月革命勲章
- 労働赤旗勲章
- 赤星勲章
- 二等祖国功労賞 (1999年)
- クルチャトフ金メダル (ロシア科学アカデミー、2000年)
- 小惑星10261 Nikdollezhal' - 1974年にリュドミーラ・ジュラヴリョーワが発見し、ドレジャーリにちなんで命名された。2003年3月18日に小惑星センターにより正式に命名された (M.P.C. 48155)。